# 前375年2月18日日食
前370年2月18日日食是一次全食帶起於印度蘇門塔臘西方海面，經過婆羅洲、菲律賓海、太平洋，最終結束於美國阿拉斯加州南方海面的日全食。

## 文獻記錄
中國史書《史記》記載，戰國時期秦獻公十年，「日食」，經後人推算，西元前375年2月18日中國時區上午9點49分，曾發生一次日全食，秦國渭河平原一帶可見食分0.26。

## 基本參數
- 類型：環食

- 沙羅周期序號：63
- 日期：前375年2月18日（儒略曆）
- 時間：6時12分52秒 (UTC)
- 地點：北緯12.4°，東經142.0°
- 食分：1.0594
- 太陽高度：61°
- 月球本影路經寬度：220公里
- 全食持續時間：5分2秒